# Олга Даниловић
Олга Даниловић (Београд, 23. јануар 2001) јесте српска тенисерка. Дана 12. маја 2025. остварила је најбољи пласман на ВТА листи у појединачној конкуренцији када је била 33. на свету док је најбољи пласман у конкуренцији парова остварила 24. априла 2023. када је била на 104. месту на свету. Најбоље је пласирана српска тенисерка у синглу у овом периоду.
Прву титулу у синглу на ВТА турнеји освојила је јула 2018. у Москви победивши Анастасију Потапову у финалу. Другу ВТА титулу освојила је 2024. у Гуангџоу. Такође је била победница два ВТА турнира у дублу — Ташкента и Лозане. У склопу ВТА челенџер турнеје освојила је једну титулу у дублу. Била је победница пет турнира у синглу и једног турнира у дублу које организује Међународна тениска федерација (ИТФ).

## Јуниорска конкуренција
Године 2016. је освојила јуниорски Ролан Гарос у пару са шпанском тенисерком Паулом Ариас Мањон. Оне су у финалу победиле прве фавориткиње, руски пар, Олесју Первушину и Анастасију Потапову. Годину дана касније, али овога пута у пару са Словенком Кајом Јуван долази до титуле на Вимблдону. Оне су у финалу надиграле амерички дуо Озигве/МекНели.
На турниру у Аустралији, учешће је завршила у осминифинала, пошто је због озбиљније повреде, у сузама, морала да преда меч. У пару са Украјинком Мартом Костјук, 2017. освојила је и Ју-Ес опен у јуниорској конкуренцији, савладавши у финалу Хрватицу Леу Бошковић и Кинескињу Ксију Ванг са 2:0 у сетовима (6:1, 7:5), док је у синглу дошла до четвртфинала. То јој је био последњи наступ на јуниорским турнирима.
Најзначајније трофеје у сингл конкуренцији јуниора, освојила је у: Новом Саду, Хаскову, Медлингу, Вилени, на тениској академији Хуан Карлос Фереро, а у дублу, најзначајнији успех, поред титула на јуниорским Гренд слем турнирима је и титула на Оранж болу, у пару са Анастасијом Потаповом, тадашњом првом јуниорком света.
Највиша позиција у јуниорској конкуренцији јој је 5. место, уз однос победа и пораза, у синглу 93/33 и у дублу 72/24.

## Сениорска конкуренција
У сениорској конкуренцији дебитовала је у јуну на фјучерсу у Прокупљу, али је поражена у првом колу. На другом турниру у сениорској конкуренцији на којем је учествовала у турској Анталији, а који се играо за наградни фонд од 10.000 долара забележила је прву победу. У финалу је победила осам година старију Словакињу Вивијан Јухасову и освојила свој први професионални турнир. На истом турниру у пару са домаћом тенисерком Берфу Ченгиз освојила је турнир и у дублу. До своје наредне ИТФ титуле дошла је такође у Анталији, где је у финалу савладала Јулију Грабер из Немачке. На ИТФ турниру одржаном у Ходмезевашархељу је поражена у полуфиналу од Данке Ковинић. Дошла је и до финала турнира у Валенсији, а пре тога, добија специјалну позивницу за учешће на ВТА челенџер турниру, из серије 125к у Лиможу. Тамо бележи прву победу, на ВТА турниру, а у наредном колу губи од Забине Лизики. Наредна 2018. година, представља њен пробој ка врху светске листе и годину успеха.

### 2018. година, прва титула и најбољих 100
Крајем јануара, долази до полуфинала на ИТФ турниру у САД. Затим у марту осваја ИТФ турнир у Италији, чији је наградни фонд 25.000 америчких долара, учествује у квалификација за ВТА турнир из серије премијер обавезних турнира у Мадриду, где губи у другом колу, квалификационог дела турнира од Арине Сабаљенке. Након тога осваја титулу на ИТФ турниру у Ферсмолду у Немачкој, чије је наградни фонд 60.000 америчких долара. У финалу је савладала домаћу тенисерку и повратницу на терен, Лауру Зиегмунд и овом победом долази до уласка у најбољих 200 тенисерки света.
Захваљујући великој пожртвованости и победама у Фед Купу, добија награду Срце и чек на 1.000 америчких долара, које прослеђује у хуманитарне сврхе, дечијој болници у Тиршовој.
Највећи успех у досадашњој сениорској каријери, остварила је победом на ВТА турниру у Москви 2018. године и то као лаки лузер. Наиме, у главни жреб је ушла накнадно, иако је изгубила у другом колу квалификација. Даниловићева је ушла у историју као први лаки лузер и прва тенисерка рођена у 21. веку која је освојила ВТА трофеј. На турниру је редом побеђивала: Ану Каролин Шмиједлову 6:2, 6:4, Кају Канепи 7:6(3), 7:5, а затим у четвртфиналу остварује највећу победу у каријери, елиминисавши 10. тенисерку света Јулију Гергес резултатом 6:3, 6:3. У полуфиналу побеђује Александру Саснович 6:2, 5:7, 7:5, а у великом финалу, велику пријатељицу, али ривалку и партнерку из јуниорске конкуренције Анастасију Потапову резултатом 7:5, 6:7(1), 6:4. Трофеј јој је донео приближавање листи од 100 најбољих тенисерки света, 280 поена и чек на нешто више од 160.000 америчких долара, што је четири пута више, него што је зарадила до тада
Након овог успеха, одлучила је да направи краћу паузу, како би се припремила за наредни турнир и направила планове за даље. Наредни турнир на којем је учествовала био је Ју-ес опен. Тамо је била постављена ѕа шестог носиоца у квалификацијама и учешће је завршила у другом колу квалификационог турнира. Наредни турнир, на којем је требало да учествује био је ВТА турнир у Квебеку, али нису познати разлози њеног отказивања.
После краће паузе, учествује на турниру у Ташкенту. Улази у главни жреб и долази до другог кола, где губи од, касније финалисткиње Анастасије Потапове 6:3, 6:3, која јој је се реванширала за пораз нанет на турниру у Москви. Такође учествује и у конкуренцији женских парова, са Тамаром Зиданшек из Словеније. Долазе до финала, где на крају побеђују прве носиоце турнира из Румуније Ирину Камелиу Бегу и Ралуку Олару резултатом 7:5, 6:3 и освајају прву ВТА титулу у дублу. На путу до титуле су савладале и друге и четврте носиоце турнира. Учешће на турниру јој је донело улазак међу 100 најбољих тенисерки света, у синглу и 200 у дублу.

### 2021. Деби на Аустралијан опену и Ју-ес опену
Заједно са Франческом Џоунс, Даниловићева је дебитовала у главном жребу гренд слема на Аустралијан опену. Победила је 16. носитељку Петру Мартић у првом колу, пре него што је изгубила у наредном мечу од Шелби Роџерс.
У јулу је стигла до два узастопна четвртфинала. Прво, на Гран прију у Будимпешти, победила је у прва два кола пре него што је у четвртфиналу изгубила од Далме Галфи. Недељу дана касније, на Отвореном првенству у Палерму, поражена је од Жанг Шуаи у истој рунди.
Даниловићева се квалификовала за Ју-ес опен и победила Алисију Паркс у првом колу. Међутим, повукла се непосредно пре меча другог кола против браниоца титуле и треће носитељке Наоми Осаке због здравствених разлога.

### 2022. Деби на Ролан Гаросу
На Ролан Гаросу, Даниловић је стигла до главног жреба и дебитовала на овом Гренд слему победом над Викторијом Томовом у последњем колу квалификација. У првом колу победила је Далму Галфи, пре него што је изгубила од 23. носитељке Жил Тајхман.
Као 124. играчица света и квалификанткиња на Отвореном првенству Лозане, стигла је до свог другог финала у каријери победама над Мисаки Доји у првом колу, Аном Калињском у другом, домаћом фавориткињом Симоном Валтерт у четвртфиналу и Анастасијом Потаповом у полуфиналу. У финалу је поражена од Петре Мартић. На истом турниру освојила је титулу у дублу заједно са Кристином Младеновић.
Играјући са Елизабетом Кочиарето, Даниловић је освојила титулу у дублу на ВTA 125 турниру Опен Деле Пуље у септембру, победивши у финалу Андреу Гамиз и Еву Ведер.

### 2023: Прва ВTA 125 титула, треће коло Ролан Гароса, повратак у топ 100
У мају је Даниловићева освојила своју прву титулу на турниру категорије 100.000 долара на Опен Вила де Мадрид, победивши Сару Сорибес Тормо у финалу.
На Ролан Гаросу, као квалификанткиња, Даниловићева је стигла до трећег кола, што је њен најбољи резултат на Гренд слем турнирима до сада, победама над Џасмин Паолини и Катерини Бајндл. У трећем колу изгубила је у три сета од седме носитељке Унс Џабир. Овим резултатом, након пет година, вратила се у топ 100 12. јуна 2023. године. Свој најбољи ранг у каријери - 93. место, достигла је 26. јуна 2023. године, непосредно пред Вимблдон.
На Отвореном првенству Шведске у Бастаду, као 94. играчица света, победила је прву носитељку Ему Наваро и освојила своју прву ВTA 125 титулу.

### 2024. Четврто коло Ролан Гароса, прва титула на бетону у Гуангџоуу
На Ролан Гаросу, Даниловићева је прошла квалификације за главни жреб и победила Мартину Тревисан, 11. носитељку Данијелу Колинс и Дону Векић, чиме је први пут у каријери стигла до четвртог кола Гренд слема. Постала је прва Српкиња која је стигла до друге недеље на Гренд слему од Јелене Јанковић на Вимблдону 2015. године, и прва на Ролан Гаросу од Ане Ивановић исте године. Њену серију прекинула је пета носитељка Маркета Вондроушова. Захваљујући овом успеху, вратила се у топ 110 на ранг-листи, достигавши 107. место 10. јуна 2024. године.
Даниловићева је ушла у главни жреб на Вимблдону као срећна губитница, али је изгубила у првом колу од Анце Тодони.  На турниру у Јашију стигла је до полуфинала победама над четвртом носитељком Аном Блинковом, Анцом Тодони и осмом носитељком Аном Бондар, пре него што је изгубила од прве носитељке Мире Андрејеве.
У октобру, на турниру у Гуангџоу, победила је Ерику Андрејеву, пету носитељку Дијан Пари, квалификанткињу Мананчају Саванкаве и прву носитељку Катарину Сињакову, стигавши до свог првог финала на бетону и трећег укупно на ВТА туру. Даниловићева је освојила титулу у финалу против квалификанткиње Керолајн Долахајд у два сета, што је њена друга титула на ВTA туру, шест година након прве. Овим тријумфом достигла је 55. место на ранг-листи 28. октобра 2024. године.

### 2025. Четврто коло Аустралијан опена
Даниловићева је први пут у каријери стигла до четвртог кола на Аустралијан опену победама у два сета над Аранчом Рус, 25. носитељком Људмилом Самсоновом и седмом носитељком Џесиком Пегулом. Њену серију прекинула је 11. носитељка Паула Бадоса.
После Аустралијан опена Олга одлази на турнир у Клужу у Румунији где је постављена за 2. носиоца у првом колу је савладала Американку Алишу Паркс, а у другом колу бива поражена од Викторије Томове из Бугарске.
На мастерсу у Индијан Велсу je u првом колу бива поражена од Викторије Томове други пут у месец дана резултатом 2:6, 3:6. На мастерсу у Мајамију je поражена од Хејли Баптист 98. тенисерке на WTA листи  која је у главни жреб дошла специјалном позивницом, резулатом 3:6, 7:6( 7:5), 1:6, што је био њен трећи узастопни пораз.

## Приватно
Отац Даниловићеве је бивши кошаркаш Предраг Даниловић, док је њена мајка, Светлана (девојачко Радошевић), спортска новинарка Радио-телевизије Србије. Њени родитељи су се упознали на кошаркашкој утакмици као тинејџери. Има млађу сестру Соњу и млађег брата Вука.

## ВТА финала

### Појединачно (1)
| Легенда                        |
| Гренд слем (0–0)               |
| Завршна првенства сезоне (0–0) |
| Обавезни Премијер (0–0)        |
| Премијер 5 (0–0)               |
| Премијер (0–0)                 |
| Међународни (2–1)              |

| Титуле по подлогама |
| Тврда (1–0)         |
| Трава (0–0)         |
| Шљака (1–1)         |
| Тепих (0–0)         |

### Победе (2)
| Бр. | Датум             | Турнир         | Подлога | Противница у финалу | Резултат         |
| 1.  | 29. јул 2018.     | Москва, Русија | Шљака   | Анастасија Потапова | 7:5, 6:7(1), 6:4 |
| 2.  | 27. октобар 2024. | Гуангџоу, Кина | Тврда   | Керолајн Долахајд   | 6:3, 6:1         |

### Порази (1)
| Бр. | Датум         | Турнир             | Подлога | Противница у финалу | Резултат |
| 1.  | 17. јул 2022. | Лозана, Швајцарска | Шљака   | Петра Мартић        | 4:6, 2:6 |

## Јуниорска гренд слем финала

### Дубл девојке
| Исход    | Година | Такмичење   | Подлога | Партнер           | Противник                             | Резултат         |
| -------- | ------ | ----------- | ------- | ----------------- | ------------------------------------- | ---------------- |
| Победник | 2016   | Ролан Гарос | Шљака   | Паула Ариас Мањон | Олесија Первушина Анастасија Потапова | 3–6, 6–3, [10–8] |
| Победник | 2017   | Вимблдон    | Трава   | Каја Јуван        | Витни Озигве Кети МекНели             | 6–4, 6–3         |